# Madżalli Wahbi
Madżalli Wahbi (ur. 12 lutego 1954) – izraelski polityk, członek Knesetu druzyjskiego pochodzenia i wyznania.
Urodził się w druzyjskiej wiosce Bet Dżan. Ukończył historię islamu na Uniwersytecie Hebrajskim w Jerozolimie, a także historię nowożytną Bliskiego Wschodu na uniwersytecie w Hajfie.
Służył w armii izraelskiej. Początkowo był instruktorem w szkole wywiadu, potem służył w druzyjskim batalionie piechoty, gdzie dosłużył się stopnia oficerskiego. Brał udział w wojnie libańskiej i w działaniach na Wzgórzach Golan. Osiągnął stopień podpułkownika. Potem rozpoczął współpracę z Arielem Szaronem w 1981 roku, a od roku 1996 pełnił funkcję osobistego ambasadora Szarona w krajach arabskich – Egipcie i Jordanii
Do 20 czerwca 2005 był wiceministrem edukacji, kultury i sportu. Od 30 marca 2005 do 20 czerwca 2005 sprawował także stanowisko wiceministra w biurze premiera (którym był wówczas Szaron). W latach 1999–2002 był dyrektorem generalnym w ministerstwie współpracy regionalnej, doradcą politycznym ministra spraw zagranicznych w latach 1998−1999, a także ministra infrastruktury od 1996 do 1999 (którym był Szaron).
Został wybrany do szesnastego Knesetu z listy Likudu w 2003 roku. Po rozłamie partii, został jednym z członków założycieli Kadimy. Z jej listy wszedł do siedemnastego Knesetu w 2006 roku.
3 grudnia 2012 znalazł się w grupie secesjonistów z Kadimy (Cippi Liwni, Rachel Adatto, Jo’el Chason, Me’ir Szitrit, Robert Tiwjajew, Szelomo Mola i Orit Zu’arec), którzy utworzyli nową partię Ruch pod przywództwem Cippi Liwni.